# Épine-vinette
Berberis vulgaris
Pour les articles homonymes, voir épinette.
Cet article concerne un arbuste. Pour la chrysalide d'asticot utilisée comme appât, voir Asticot.
Espèce
Statut de conservation UICN

 LC  : Préoccupation mineure

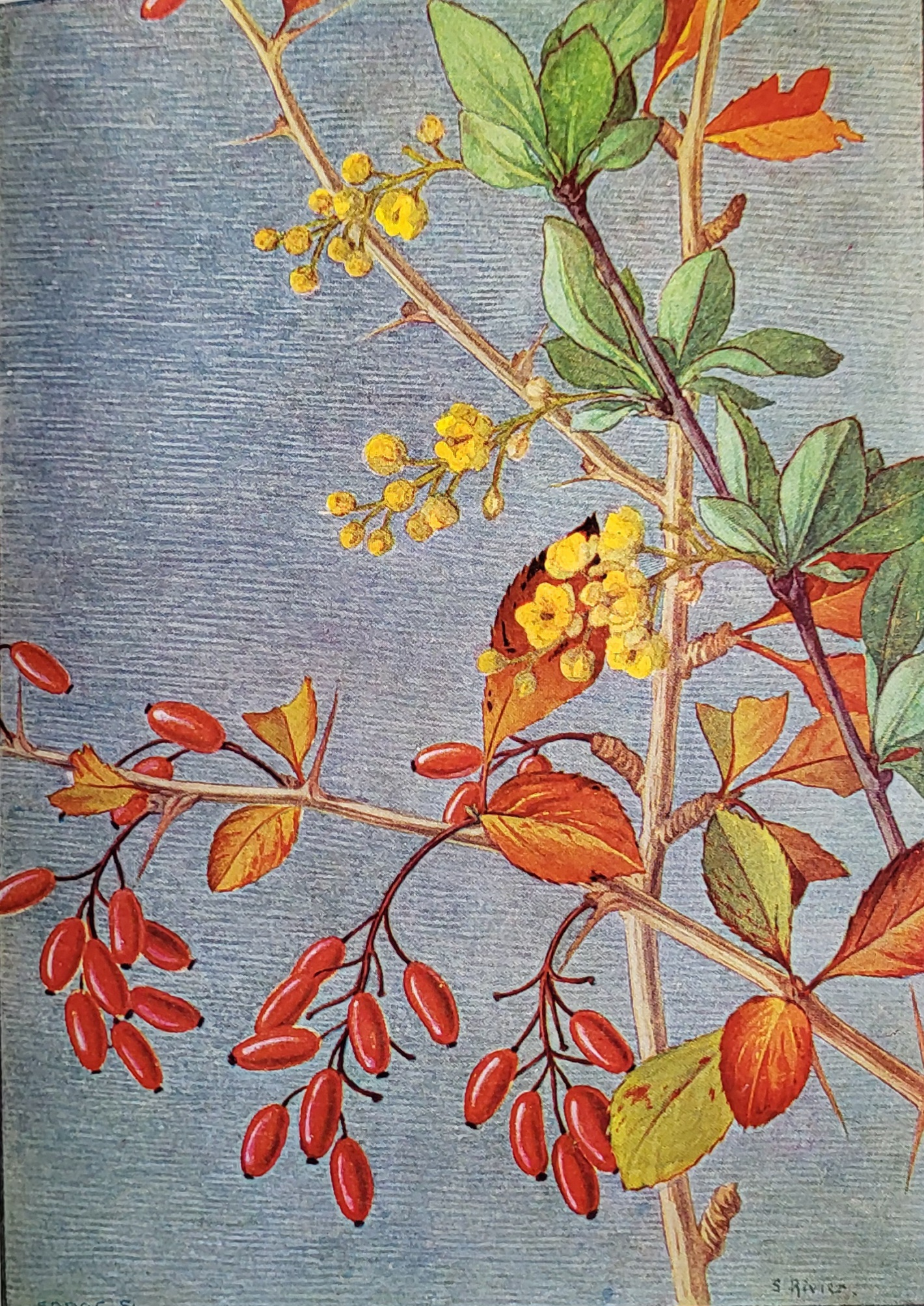
Illustration de Berberis vulgaris.

L’épine-vinette commune ou le vinettier (Berberis vulgaris) est une espèce de plantes à fleurs de la famille des berbéridacées. C'est un arbuste originaire de l'Ancien Monde (Europe, Afrique du Nord, ouest de l'Asie) et introduite ailleurs comme plante ornementale.
En France, à partir du XIXe siècle, l'épine-vinette a été fréquemment éradiquée car c'est un hôte intermédiaire dans le cycle de la rouille noire du blé, un champignon pathogène des céréales. Cependant elle reste présente dans les zones de coteaux calcaires d'une grande moitié nord de la France.

## Étymologie
Berberis, nom arabe du fruit de la plante ; il signifierait coquille [réf. nécessaire] car les pétales creux sont en forme de coquille. Vinette est aussi un nom vulgaire de l'oseille dont les feuilles rappellent le goût.

## Description

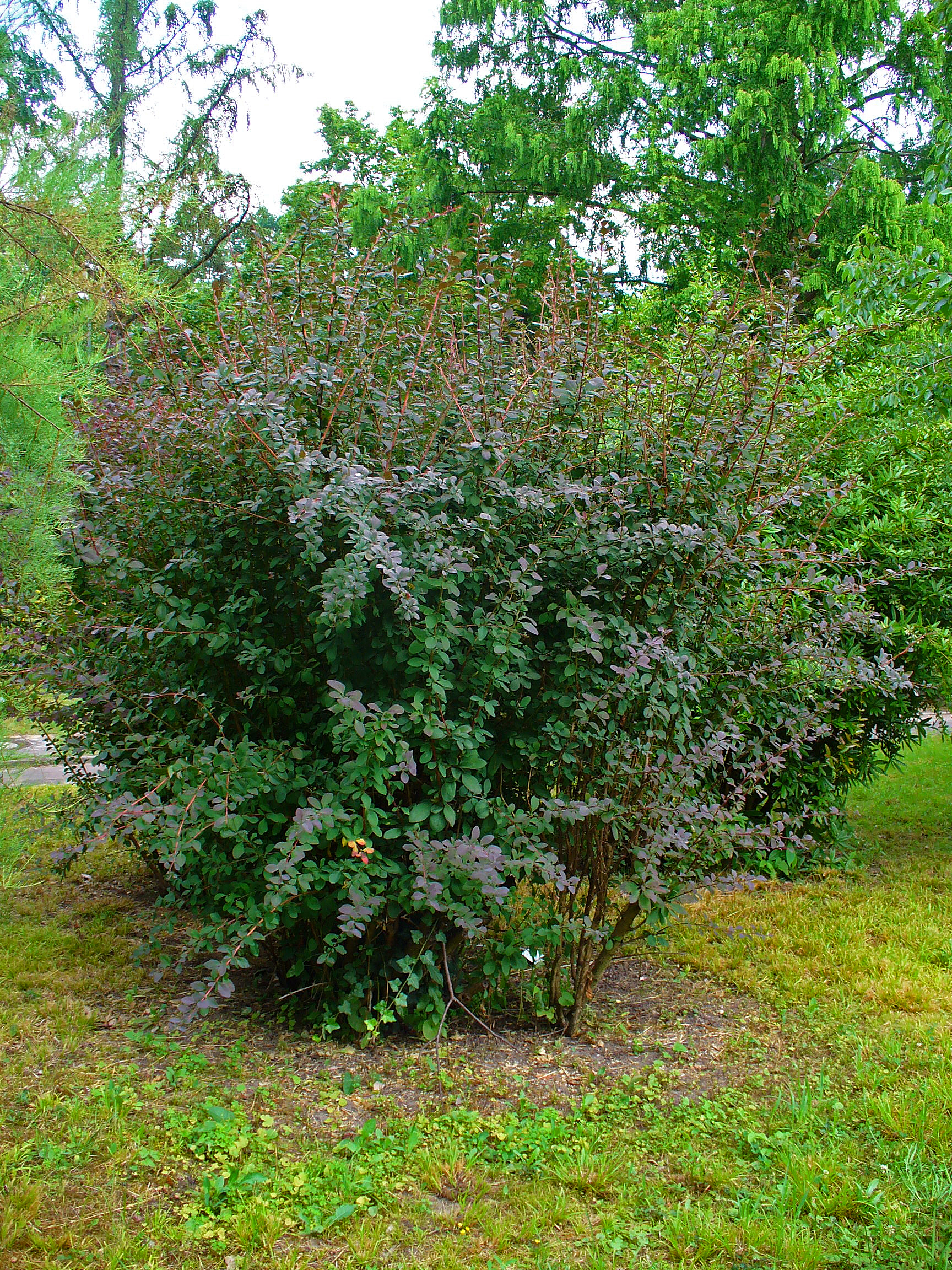
Buisson d'épine-vinette.

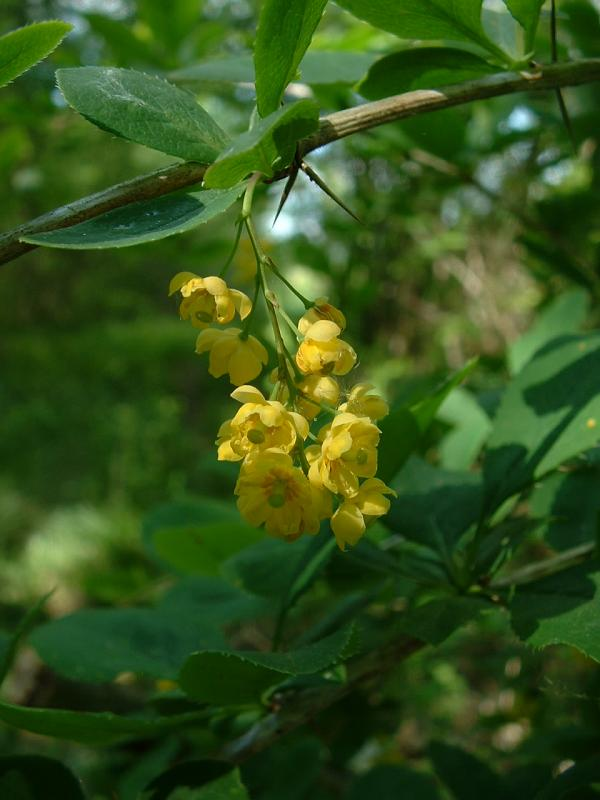
Inflorescence de l'épine-vinette.

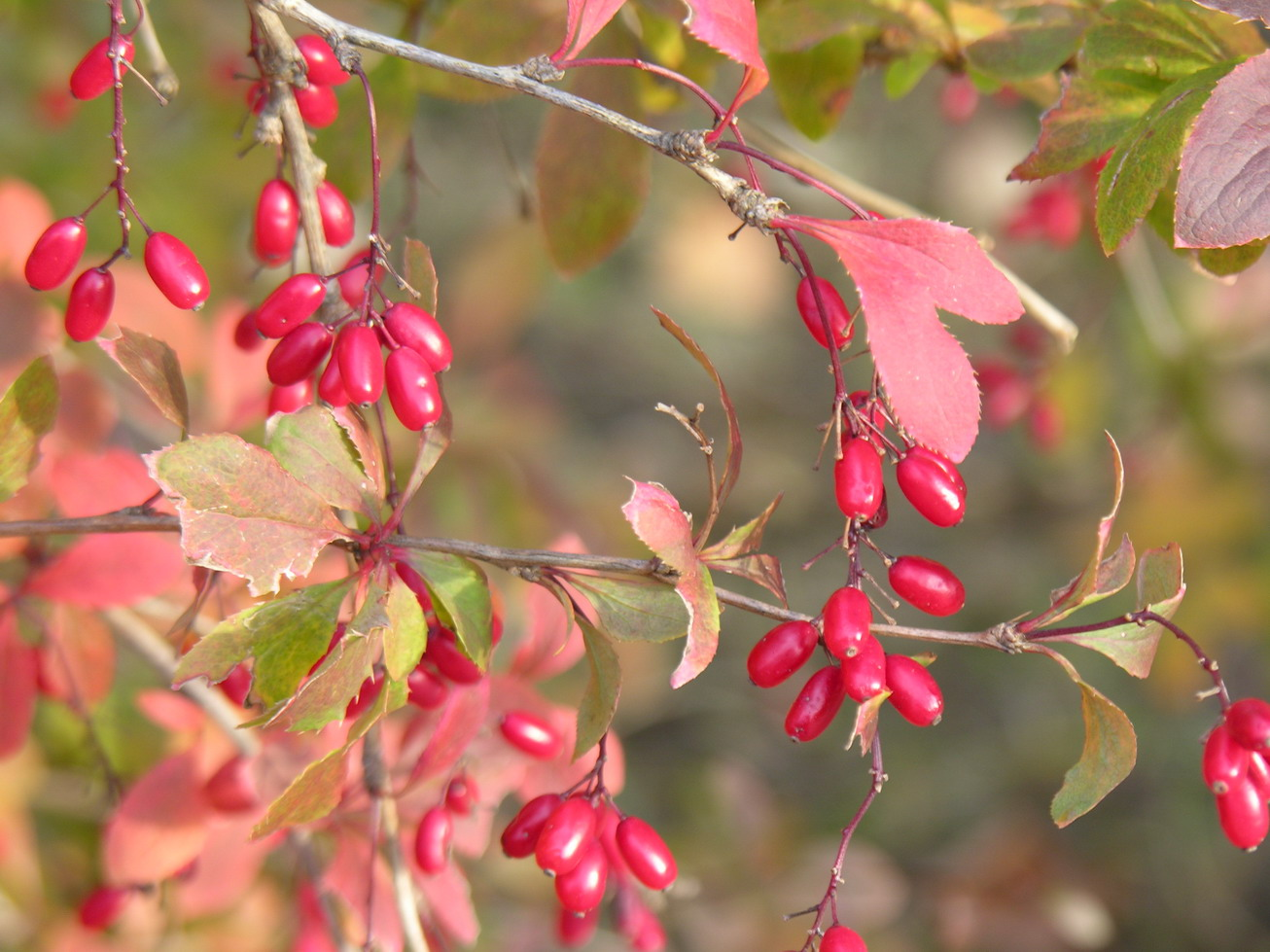
Fruits de l'épine-vinette.

L'épine-vinette est un arbuste caduc à semi-persistant, épineux, très ramifié, atteignant 1,5 à 3 mètres de haut. Ses rameaux jaunâtres et ridés portent des épines trifurquées.
Ses feuilles ovales, finement dentelées, glabres, alternes et fasciculées, sont vert clair au-dessus et glauques au revers.
Les inflorescences consistent en des grappes de petites fleurs jaune d'or éclosant d'avril à juin.
Leur étamine possède une ouverture en deux clapets ressemblant à des oreilles dressées ; lorsqu'un insecte touche sa base, l'étamine se rabat vers le pistil pour assurer la fécondation de ce dernier.
Les fruits sont des baies rouges, plus ou moins pruineuses, mesurant généralement de 7 à 12 mm de long et de 3 à 5 mm de large. Les grappes portent généralement de huit à quinze baies. La production des fruits a tendance à alterner.
Sa longévité est de 25 à 50 ans[réf. nécessaire].
Cette plante est mellifère (nectar et pollen).

## Plante-hôte
Berberis vulgaris est la plante-hôte secondaire de la rouille noire. Des études sont en cours dès 2020 en Suisse et en Europe pour suivre sa présence et son implication lors d'épidémies, dans un but de prévention.

## Toxicité
Toute la plante, sauf les fruits, contient des alcaloïdes (dont la berbérine) peu toxiques.[réf. nécessaire]
La coloration jaune d'or de la section de tiges et des racines est due à la présence de berbérine.

## Production
Avec plus de 10000 tonnes produites par an, l'Iran est le principal producteur d'épine-vinette,. Des cultures existent aussi dans le Nord de l'Europe et en Amérique du Nord.

## Utilisation
La plus ancienne mention du fruit du vinettier est inscrite sur une tablette d'argile de la bibliothèque du roi assyrien Assurbanipal datant de 650 av J.C. On lui attribuait alors des vertus de purification du sang.
En Iran, la médecine traditionnelle utilise cette plante contre les problèmes de foie (ictère, l’hypertrophie du foie) et de la rate, mais aussi contre les ulcères oculaires et d'autres maux.
L'écorce des tiges et des racines possède quant à elle des propriétés anti-inflammatoires et antimicrobiennes. En Iran son aubier est ou était utilisé contre certains dysfonctionnements du foie et de la vésicule biliaire, dans la diarrhée, l’indigestion...
Ses graines étaient un des constituants du diascordium et du diaprun solutif de la pharmacopée maritime occidentale au XVIIIe siècle .
C'est aussi une plante d'ornement dont il existe de nombreuses espèces et encore plus d'hybrides et de cultivars. Ils diffèrent plus ou moins du type décrit ici par la taille ou la couleur des feuilles, la couleur des fruits.
Selon une étude ethnobotanique publiée par Françoise et Grégoire Nicollier en 1984 sur les plantes dans la vie quotidienne à Bagnes, les racines de cette plante dénommée ékran ou épïna («épine») ou fodzëta (födzo signifiant «rouge») ou boson de fodzëte (boson signifiant «buisson») étaient utilisées pour produire une teinture jaune ; et ses tiges et ses feuilles, mélangées à de la «recuite» (= sérum qui reste après la fabrication du sérac), servaient de nourriture pour les porcs ; les fruits devenaient gelée ou confiture (le mot fodzëta désigne en particulier le fruit).
Son bois, fin et dur, de couleur jaune, a été utilisé en marqueterie et en teinturerie[réf. nécessaire].

### Cuisine

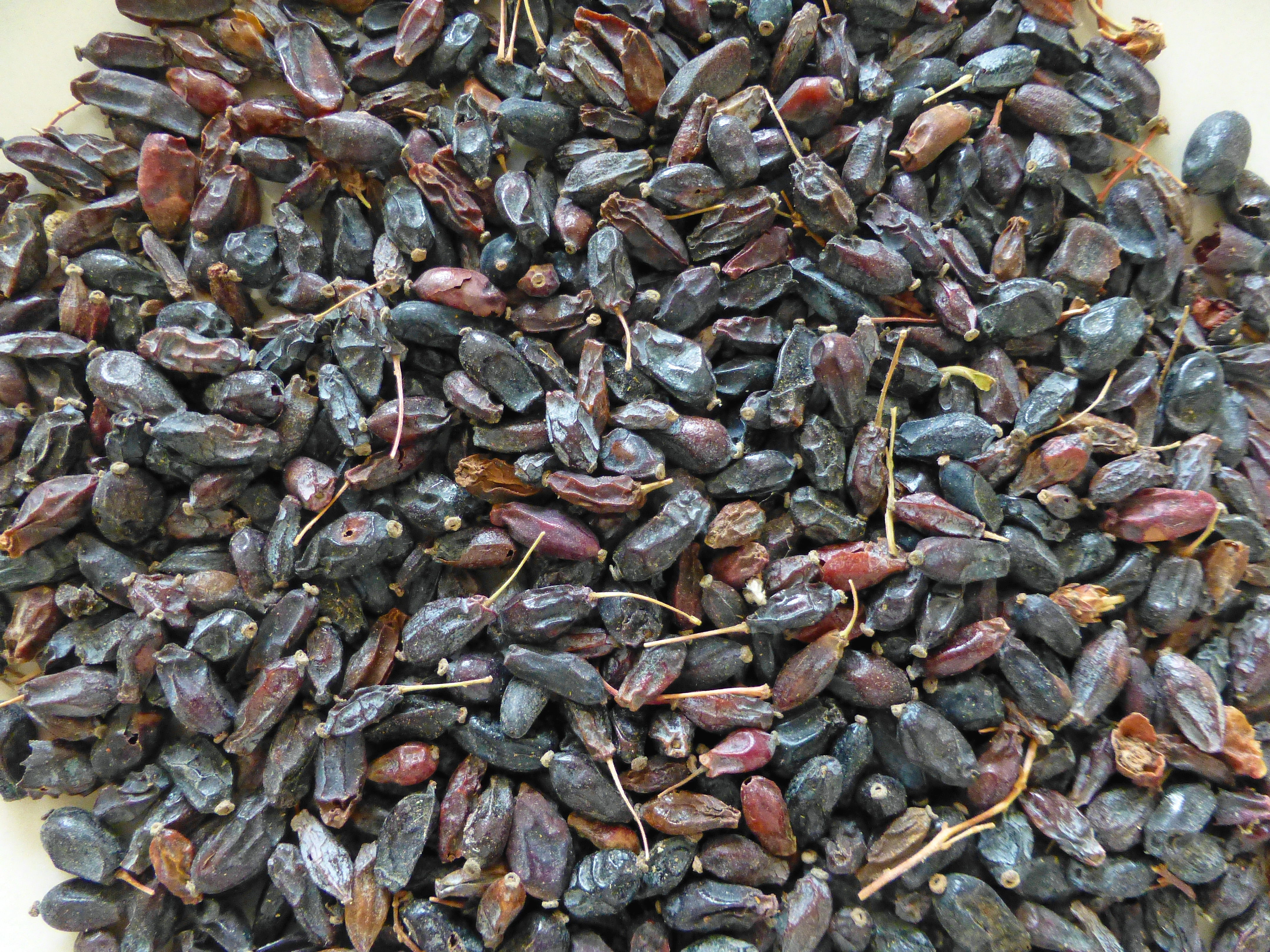
Épine-vinette séchée d'Ouzbékistan, utilisée comme condiment pour le plov.

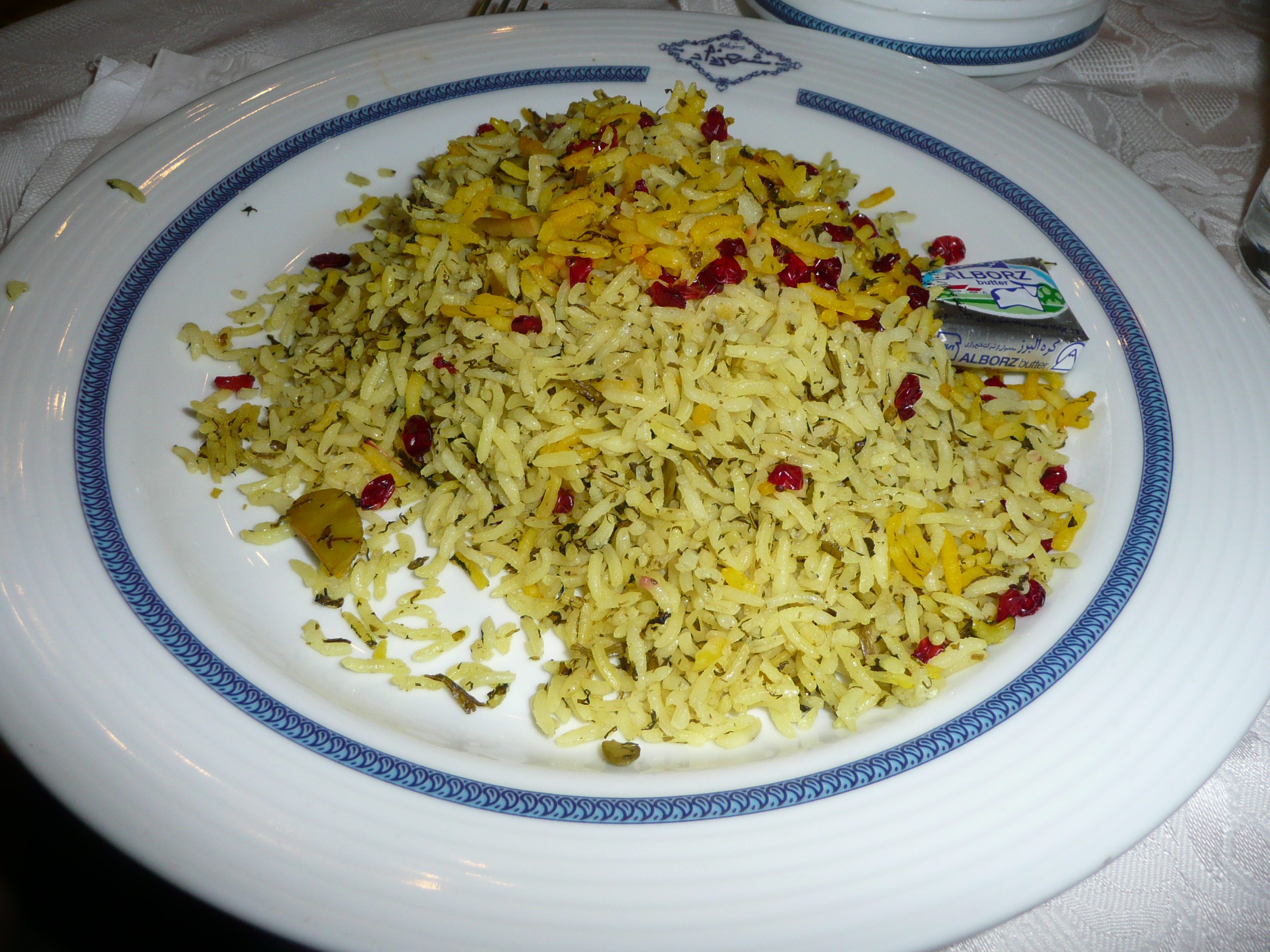
Une assiette de zereshk polo, un plat de riz iranien avec des baies rouges d'épine-vinette séchées.

Avant leur maturité leurs baies sont faiblement toxiques car elles contiennent de la berbérine. Dans la littérature on signale quelques cas de problèmes digestifs liés à l'ingestion (en quantité) de fruits. Mûres en septembre, elles sont comestibles crues ou cuites.
Son goût est décrit comme astringent et sucré. Les baies vertes sont employées avec les sauces piquantes et les viandes rôties qu'elles relèvent de leur goût acidulé. Les fruits rouges sont utilisés pour préparer des gelées, confitures ou boissons. Leur teneur importante en pectine (2% environ) permet aux confitures de prendre rapidement. Leur principal composé aromatique est l'hexanal, ils contiennent également de l'acide maltique, tartrique et citrique.

L'Iran est un important producteur
et consommateur de baies séchées d'épine-vinette[réf. nécessaire], (zereshk /زرشک en persan ; on trouve également le terme انگور سیبری), celles-ci entrant dans la composition du zereshk polo (riz aux zereshks), les baies rouges ajoutant au riz de la couleur et un goût acidulé.
La consommation de cette plante est déconseillée pendant la grossesse[réf. nécessaire].

## Règlementation
Cette plante étant hôte intermédiaire de la rouille du blé, elle doit, dans certains pays, être détruite près des champs de céréales.

## Habitats
Coteaux calcaires et friches.

## Statuts de protection, menaces
L'espèce est évaluée comme non préoccupante aux échelons européen et français
En France, l'espèce se raréfie : elle est considérée Quasi menacée (NT), proche du seuil des espèces menacées ou qui pourrait être menacée si des mesures de conservation spécifiques n'étaient pas prises, dans la région Poitou-Charentes ; elle est considérée Vulnérable (VU) en Picardie ; en Danger (EN) en Ile de France, Haute-Normandie et Limousin.

## Autres espèces du genreBerberis
- Flore européenne
  - Berberis aetnensis
  - Berberis cretica
  - Berberis darwinii
  - Berberis ×stenophylla

## Éponymie
L'épine-vinette vit son nom attribué au 13e jour du mois de fructidor du calendrier républicain français, généralement chaque 30 août du calendrier grégorien.
L'astéroïde (102619) Crespino porte le nom italien de cette espèce.